# Banca Popolare dell'Alto Adige
La Banca Popolare dell'Alto Adige SpA  (in tedesco Südtiroler Volksbank AG, operante sotto il marchio Volksbank) è un istituto di credito italiano a carattere regionale, con sede nella città di Bolzano.

## Storia
La banca è nata il 1º agosto 1992 dalla fusione tra Banca Popolare di Bressanone (Volksbank Brixen, fondata nel 1889) e Banca Popolare di Bolzano (Volksbank Bozen, attiva dal 1902). Nel 1995 la compagine ha incorporato anche la Banca Popolare di Merano (Volksbank Meran, fondata nel 1886). Nell’ottobre del 2014 i consigli di amministrazione di Banca Popolare dell’Alto Adige e Banca Popolare di Marostica (anno di fondazione 1892) hanno stipulato un accordo di fusione, successivamente approvato dai soci di entrambe le banche nel febbraio del 2015. La fusione è entrata in vigore il 1º aprile 2015.
Nel 2016 gli attivi della banca hanno superato gli otto miliardi di euro e quindi, secondo le disposizioni normative, i soci hanno dovuto deliberare la trasformazione della banca da società cooperativa a società per azioni. Il 12 dicembre 2016 la trasformazione da società cooperativa a società per azioni è stata iscritta nel registro delle imprese di Bolzano.

Vecchio logo in uso fino al 2021

## Struttura societaria
La Banca Popolare dell’Alto Adige federa circa 60.000 soci; la struttura organizzativo-manageriale vede al vertice il consiglio d'amministrazione, coadiuvato da tre comitati (rischi, crediti e amministratori indipendenti) e dal collegio sindacale.

## Bacino d’utenza
Oltre che nella provincia d'origine, la banca è presente in gran parte del nord-est italiano, segnatamente nelle province di Trento, Belluno, Treviso, Vicenza, Padova, Venezia, Udine e Pordenone per un totale (a fine 2021) di 180 filiali, oltre 1.300 collaboratori e circa 280.000 clienti.